# Franciszek Wątroba
Franciszek Wątroba (ur. 11 lutego 1893 w Świlczy, zm. 16 września 1920 w Chochoniowie) – porucznik artylerii Wojska Polskiego, kawaler Orderu Virtuti Militari.

## Życiorys
Urodził się 11 lutego 1893 w Świlczy, w rodzinie Kazimierza (1862–1940) i Józefy z Wisów (1869–1929). W 1905, po ukończeniu czteroklasowej szkoły ludowej w rodzinnej Świlczy, rozpoczął naukę w c. k. Gimnazjum Nr II w Rzeszowie. W klasie VIII a uczył się razem z Karolem Błaszkowiczem, Stanisławem Kuklą, Józefem Piesowiczem i Ignacym Szpunarem, później oficerami Wojska Polskiego. W czerwcu 1913 złożył maturę.
W październiku 1919 został przeniesiony do 1 pułku artylerii górskiej i przydzielony do 4. baterii na stanowisko młodszego oficera baterii.
Poległ 16 września 1920 w czasie bitwy pod Dytiatynem.
Pośmiertnie został mianowany kapitanem.

## Ordery i odznaczenia
- Krzyż Srebrny Orderu Wojskowego Virtuti Militari nr 8159 – 20 lipca 1922[9]
- Brązowy Medal Waleczności[2]